# Torneio Rio-São Paulo
O Torneio Rio-São Paulo foi a primeira competição oficial da história do futebol brasileiro que opôs clubes de estados diferentes, era disputada por clubes do Rio de Janeiro e de São Paulo e teve o seu auge nas décadas de 1950 e 1960.

Embora tenha sido organizado pela primeira vez em 1933 pela então Federação Brasileira de Futebol, só passou a ser disputada anualmente a partir de 1950, sob responsabilidade das federações de futebol dos dois estados. Em 1954, a competição passou a ser oficialmente chamada "Torneio Roberto Gomes Pedrosa" (mas ainda contando apenas com clubes dos dois estados), uma homenagem ao goleiro Pedrosa, do São Paulo e da Seleção Brasileira (na Copa do Mundo de 1934), que morreu em 1954, como presidente da Federação Paulista de Futebol. Foi o nome oficial até a edição de 1966. Entretanto, o certame acabou ficando popularmente mais conhecido com a sua nomenclatura original, sendo nomeado como Torneio Rio-São Paulo mesmo nos boletins oficiais da CBD.

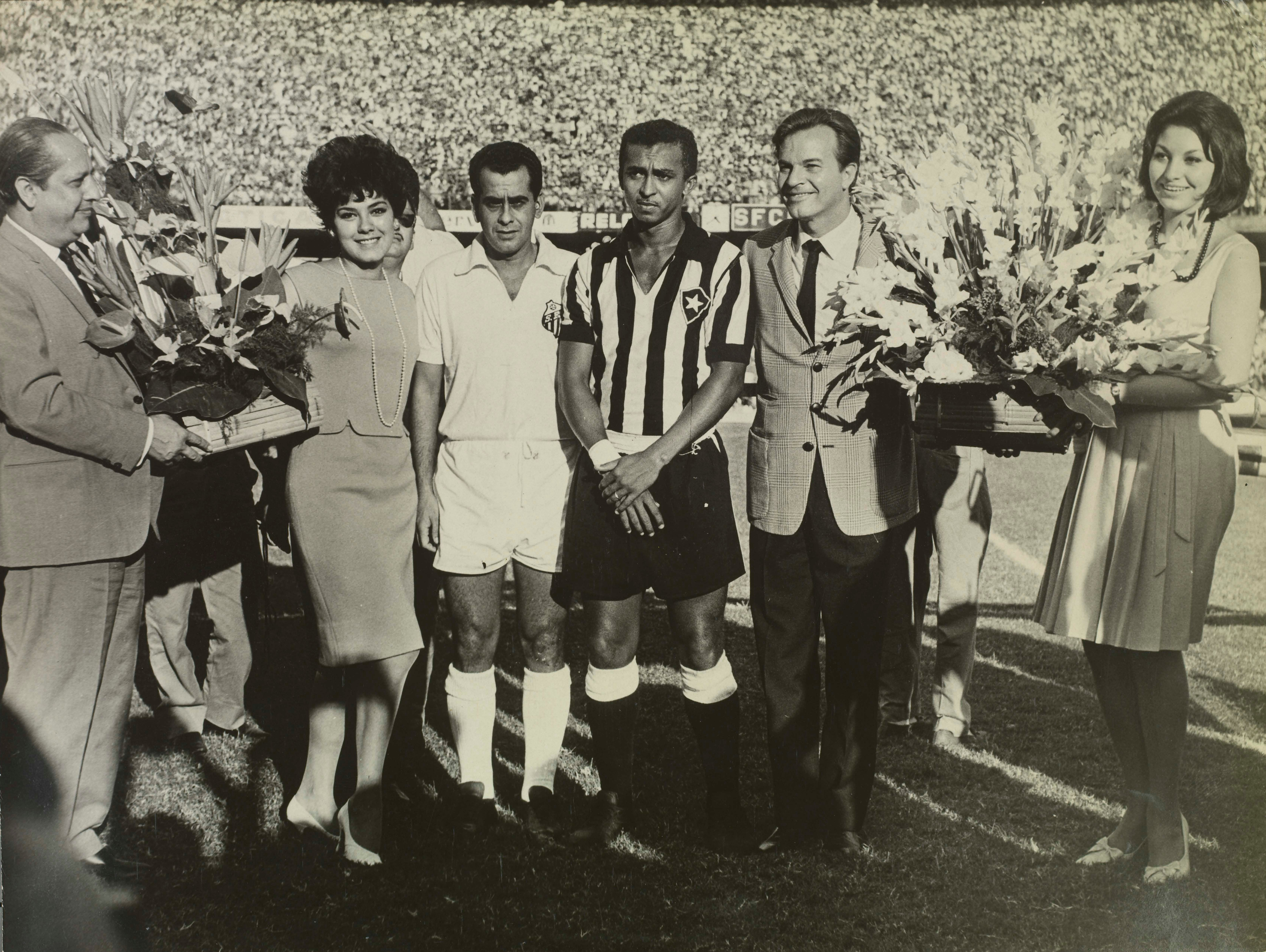
Botafogo e Santos antes de jogo pelo Rio-São Paulo de 1963, com a presença de 12 campeões mundiais da Copa de 1962 nas duas equipes.

Disputado continuamente de 1950 a 1966, o Rio-São Paulo foi completamente reestruturado para a edição de 1967 com a inclusão de clubes de outros estados. Por conta dessa reformulação que deixou o torneio mais atrativo, a designação "Rio-São Paulo" foi abolida, mas ficou mantido o nome oficial Torneio Roberto Gomes Pedrosa (ou apenas "Robertão", devido a sua ampliação e caráter nacional) — porém a partir da edição de 1968, a competição teve seu nome oficial alterado para Taça de Prata quando também passou a ser encampada pela CBD —, passando a ser considerado como edição do Campeonato Brasileiro, conforme publicações dos boletins oficiais dessa confederação.
Em 1993, com o Campeonato Brasileiro já consolidado, uma nova edição do Torneio Rio-São Paulo, voltou a ser disputada, sob um novo contexto esportivo. Após um novo hiato (1994 a 1996), foi disputada regularmente de 1997 a 2002, findando-se.
No ano de 2006 foi realizada à única edição feminina do torneio, que teve o CEPE-Caxias como campeão.

## História
A origem do Torneio Rio-São Paulo remonta as disputas políticas motivadas pelas discussões em torno do amadorismo e do profissionalismo do futebol no Brasil no início da década de 1930. Frente à postura da Confederação Brasileira de Desportos (CBD, precursora da atual CBF), favorável a manutenção da veia amadora, um grupo de clubes paulistas (vinculados à Associação Paulista de Esportes Atléticos) e cariocas (ligados à Liga Carioca de Futebol) rompeu com a confederação para criar a Federação Brasileira de Futebol (FBF, sem relação com a primeira entidade com este nome criada em 1915).
Para se afirmar nacionalmente ante à CBD, que organizava o Campeonato Brasileiro de seleções estaduais de futebol, uma das primeiras iniciativas da FBF foi a organização de um campeonato nacional para clubes que aderissem ao futebol profissional. No entanto, como só as associações do Distrito Federal (atual município do Rio de Janeiro) e de São Paulo estavam formalmente filiadas à FBF, foi possível viabilizar apenas uma competição contando com equipes desses dois grandes centros do futebol brasileiro. Com sua realização concretizada em 1933, esse campeonato acabou se tornando a primeira competição da era do profissionalismo no Brasil e, por conseguinte, a gênese daquele que seria reconhecido como o primeiro Campeonato Brasileiro de clubes e do Torneio Rio–São Paulo, regularmente disputado a partir da década de 1950 e até meados da década de 1960, uma dos mais tradicionais torneios do futebol brasileiro em sua época e que deu origem ao Campeonato Brasileiro dos tempos modernos a partir de 1967.

"Não podemos deixar a Bahia fora desse campeonato nacional. O meu governo ajudará os clubes da Bahia para que o nosso estado tenha ao menos um representante na Taça de Prata".— Luís Viana Filho, governador da Bahia após reunião com o presidente da CBD João Havelange - 10 de abril de 1968, Jornal do Brasil.
Mendoça Falcão, dirigente que participou na elaboração do regulamento do ex-Torneio Roberto Gomes Pedrosa na CBD disse:

"Vinte concorrentes (modelo do atual Brasileirão)... Concordo, no máximo, com a entrada do Náutico por ser o vice-campeão do Brasil".— Mendoça Falcão, dirigente representante paulista na CBD - 10 de abril de 1968, Jornal do Brasil.

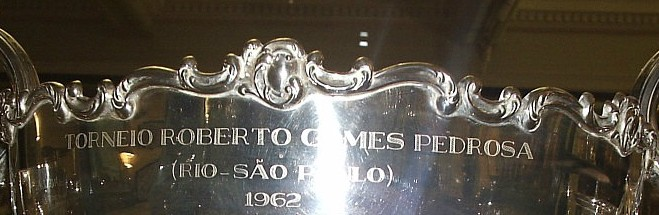
Em detalhes, a inscrição no próprio Troféu, com o nome oficial - "Torneio Roberto Gomes Pedrosa (Rio-São Paulo)" - a partir da sua efetivação como "Rio-São Paulo" e organizado pelas federações dos dois estados. A edição pioneira de 1933, organizada pela FBF, almejava a criação de uma disputa nacional de clubes.

Após a edição inaugural de 1933, o torneio interestadual do ano seguinte foi interrompido ainda na fase classificatória e com alguns clubes desligando-se das associações de futebol filiadas à FBF, em mais um capítulo das disputas políticas decorrentes do turbulento processo de profissionalização do futebol no Brasil. Em 1940, houve uma tentativa de se retomar o torneio, porém ele acabou novamente interrompido. Ainda que seu regulamento previsse a realização de dois turnos, a CBD deu o torneio por encerrado e sem nenhum clube ter se sagrado campeão.
Apenas no início da década de 1950, uma nova tentativa de organizar o torneio teve êxito, tal que criou uma periodicidade e passou a ser disputado anualmente até 1966.

### 1933: primeira edição
A primeira edição do Torneio Rio-São Paulo realizada em 1933, contou com a participação, por ordem final da colocação, de: Palestra Itália (campeão), São Paulo, Portuguesa de Desportos, Bangu, Vasco, Corinthians, Fluminense, America (RJ), Santos, Bonsucesso, AA São Bento e Ypiranga (SP).
Com exceção do Flamengo (em virtude de que quando o clube decidiu a se filiar à LCF, o torneio já tinha iniciado) e do Sírio, que não disputaram o Rio-São Paulo, as partidas do Campeonato Carioca organizado pela Liga Carioca de Futebol (LCF, onde o Botafogo não participava em razão do clube ter decidido continuar no amadorismo) e do Campeonato Paulista valiam para o torneio interestadual.
Na partida que decidiu este torneio, o Palestra venceu o Fluminense por 2 a 1 no Estádio Palestra Itália, na última rodada, perante cerca de 25 000 torcedores. Incorretamente, muitos sites e até livros, apontam o jogo que definiu o título como sendo o confronto paulista entre Palestra e São Paulo da Floresta, mas este aconteceu na 19ª rodada, do total de 22, com o Palestra tendo sido campeão com apenas 2 pontos de vantagem sobre o São Paulo, de modo que a afirmação correta é a de que o clássico paulista acabou dando a vantagem que definiu o título posteriormente.

### 1934 e 1940: edições incompletas e hiato
Uma segunda edição do Torneio Rio-São Paulo chegou a ser planejada, em 1934. Para tornar o torneio mais curto, foi criada uma fase classificatória, com um grupo paulista e outro carioca. Na segunda fase os três melhores de cada grupo se enfrentariam em sistema eliminatório.
A fase classificatória chegou a ser iniciada, porém com o abandono de Palestra Itália, Vasco e Corinthians, que ingressaram na Confederação Brasileira de Desportos (CBD) após esta aceitar o regime profissional, o torneio foi interrompido. Apenas o grupo do Rio de Janeiro teve um campeão definido — o Flamengo.

Uma nova edição só voltou a ocorrer em 1940, entretanto, acabou novamente não conclusa e sem campeão.

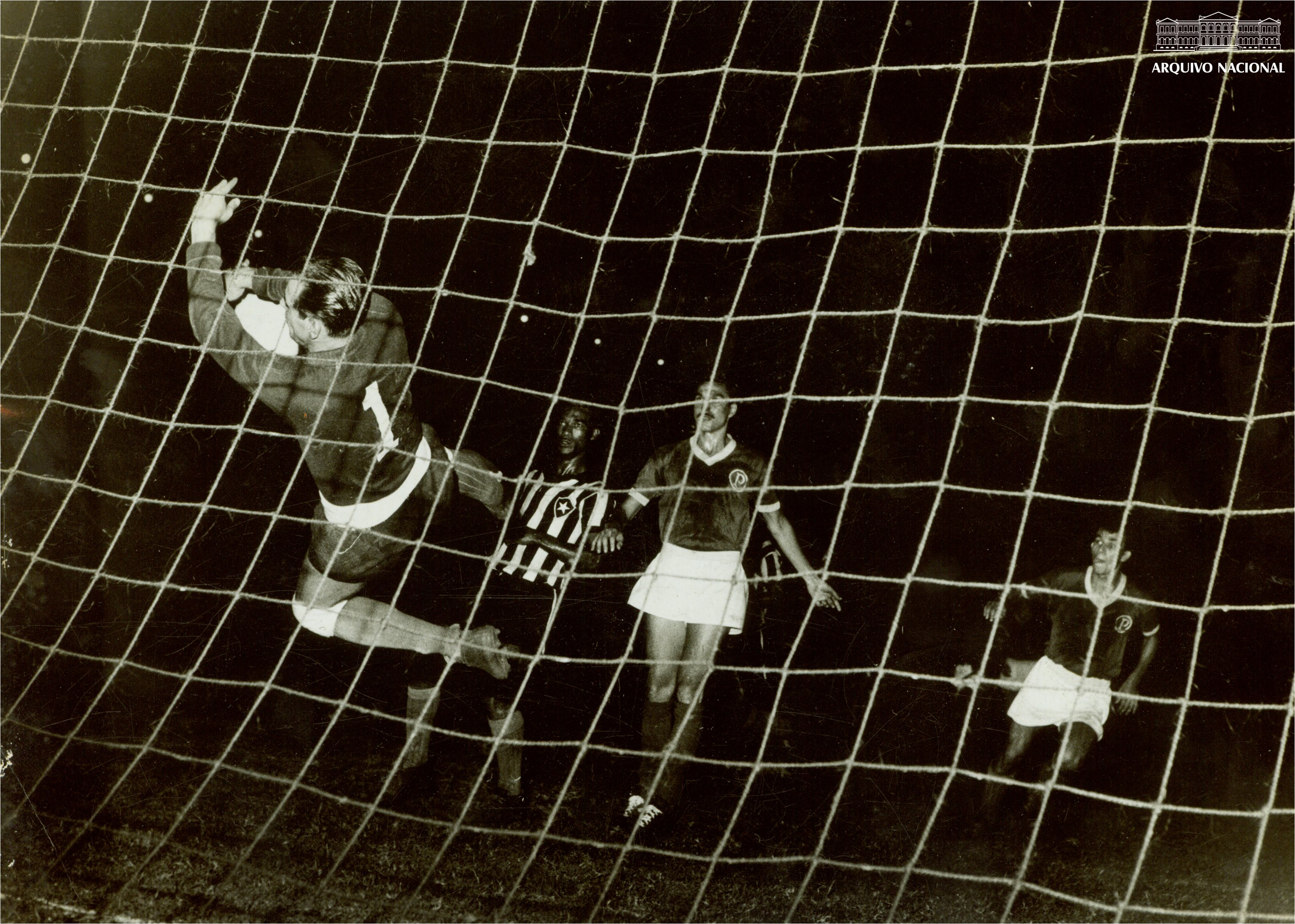
Botafogo, de Didi e Palmeiras, de Djalma Santos, se enfrentam em jogo do Rio-São Paulo de 1959

Em 1940 foram disputadas oito rodadas deste torneio, que terminou abandonado pelos clubes paulistas quando a dupla Fla-Flu o liderava e o título não pôde ser homologado, pelo fato de não ter sido disputado o returno do torneio, como era previsto no regulamento da competição.  Já o Diário A Noite, de 7 de abril de 1959, escreveu que os resultados de até então foram considerados definitivos e a dupla Fla-Flu apontada com campeã, embora não tenha o título sido homologado pela CBD.
Em 1942, foi realizado um torneio amistoso semelhante ao Rio-São Paulo, porém, com apenas 5 equipes (Corinthians, São Paulo, Palestra Itália, Flamengo e Fluminense), o Torneio Quinela de Ouro, e com todos os jogos sendo realizados no Estádio do Pacaembu. Nesta competição, o campeão foi o Corinthians, porém, a FERJ e a FPF não reconhecem esta competição como edição oficial do Torneio Rio-São Paulo.

### 1950-1966: regularidade, auge e sucessão

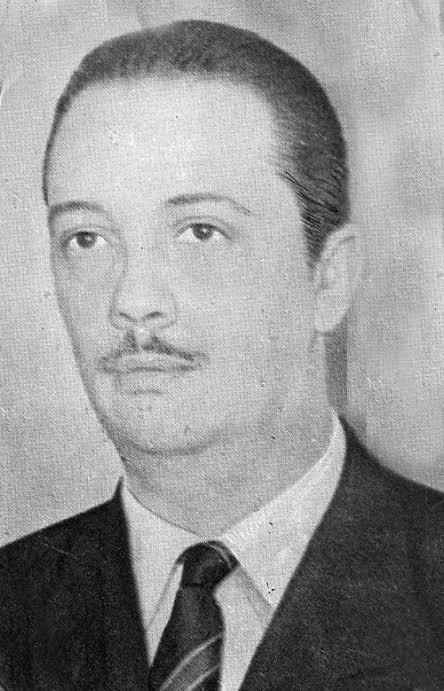
Roberto Gomes Pedrosa (1913–1954), o homenageado. De 1954 a 1966, o certame entre Rio de Janeiro e São Paulo oficialmente levou seu nome, o que foi mantido quando da ampliação para o âmbito nacional, em 1967.

O Rio-São Paulo tornou-se uma competição regular em 1950, ano de sua terceira edição, ocorrendo anualmente por 17 edições, até 1966, quando foram convidados clubes de outros estados e passou a ser chamado pelo seu nome oficial, Torneio Roberto Gomes Pedrosa e recebeu o status de Campeonato Brasileiro.

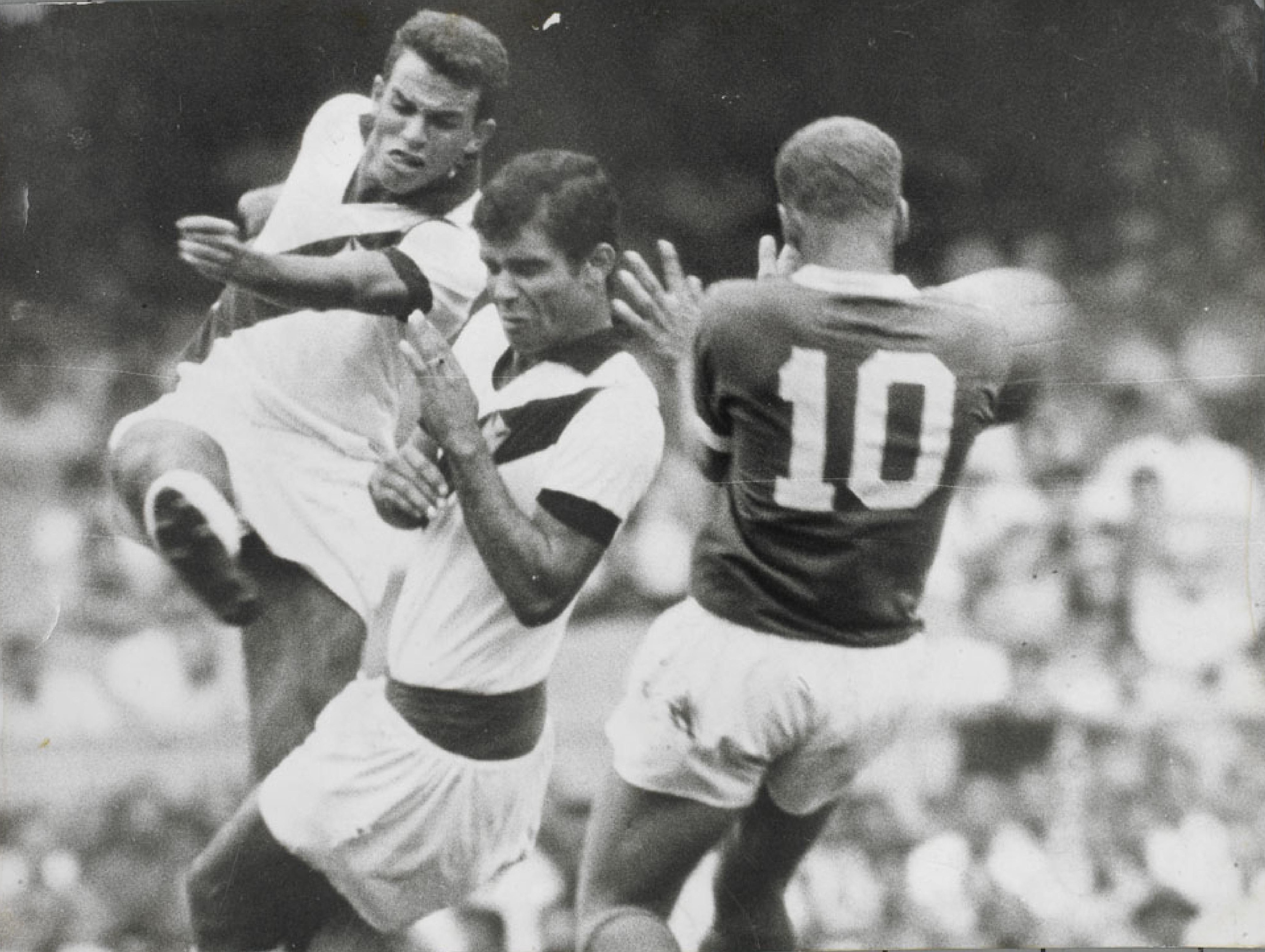
Vasco, de Brito versus Palmeiras, de Ademir da Guia

Segundo Mário Filho, o Rio-São Paulo idealizado na fase de regularidade, se inspirou no insucesso dos torneios de 1933 e de 1940. A ideia do Rio-São Paulo que nasceu em 1949 e colocada em prática a partir de 1950 foi a de um torneio que nada tivesse a ver com as experiências anteriores, mas de um torneio para ficar e para ser disputado todos os anos. Os clubes de São Paulo fizeram questão de acentuar que não disputaria um torneio para um ano só. Era preciso que houvesse um compromisso das Federações e dos clubes com a fiança da C.B.D.
O primeiro campeão desta fase foi o Corinthians em 1950.
Em 1951 foi realizado a única edição do Torneio Início do Rio-São Paulo, vencido pelo Bangu Atlético Clube.
Ainda em 1951 o torneio ficou marcado pela decisão entre Palmeiras e Corinthians, quando o time alviverde levou a melhor. Após equilíbrio na fase de pontos onde o Palmeiras ganhou do Flamengo por 7 a 1, perdeu para o America por 6 a 4, venceu o São Paulo por 2 a 0, venceu a Portuguesa e o Vasco por 4 a 1, venceu o Bangu por 2 a 0, mas perdeu para o Corinthians por 3 a 0, foi necessária uma final entre os dois rivais por haver empate em número de pontos. Nas finais deu Palmeiras, que venceu os dois jogos, o primeiro por 3 a 2 e o segundo por 3 a 1.

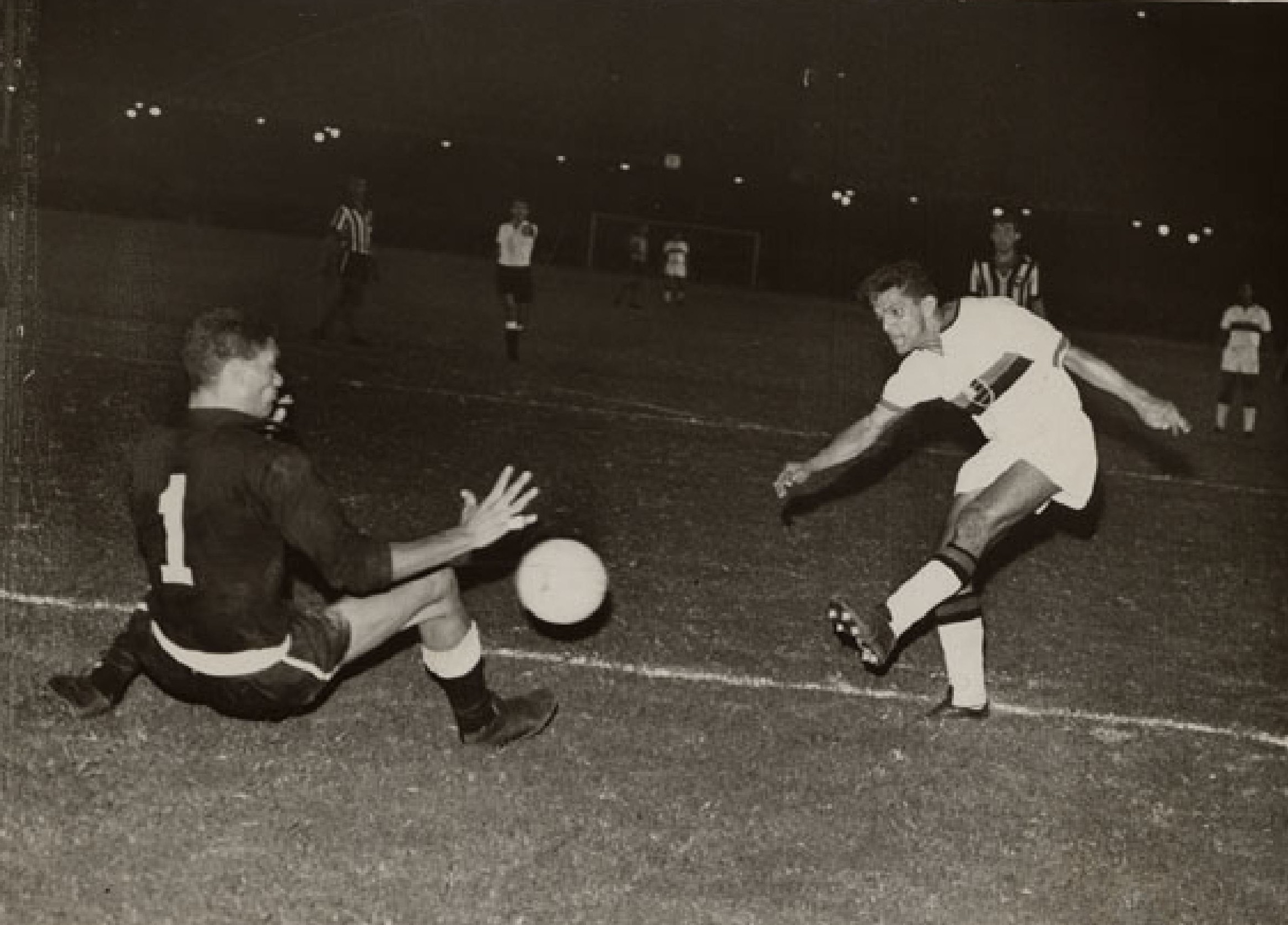
Dida (Flamengo) versus Manga (Botafogo) em partida do Rio-São Paulo de 1962.

O Corinthians conquistou o torneio em 1953 e 1954, repetindo o que já havia realizado em 1950.
Em 1954 o Fluminense chegou à última rodada bastando vencer o Vasco da Gama para ser campeão, pois tinha um ponto de vantagem sobre Corinthians e Palmeiras, que disputariam o Derby Paulista. No Maracanã o Vasco venceu o Fluminense por 1 a 0, enquanto em São Paulo o Corinthians venceu o Palmeiras pelo mesmo placar, sagrando-se campeão.
A competição contou ainda com as melhores formações da história da Portuguesa, a qual conquistou as edições de 1952 e 1955.
Em 1956 os cariocas tentaram adiar a competição para o segundo semestre do ano, alegando que seriam prejudicados com as convocações da Seleção Brasileira, que disputaria o Campeonato Sul-Americano no mesmo período. Os paulistas se recusaram, alegando que a competição já fazia parte do calendário nacional e um adiamento comprometeria a receita dos clubes. Mesmo com a Confederação Brasileira de Desportos intercedendo a favor dos paulistas, os cariocas retiraram-se mesmo da competição. O Torneio Roberto Gomes Pedrosa desse ano foi disputado apenas por paulistas e considerado sem efeito como um Torneio Rio-São Paulo.

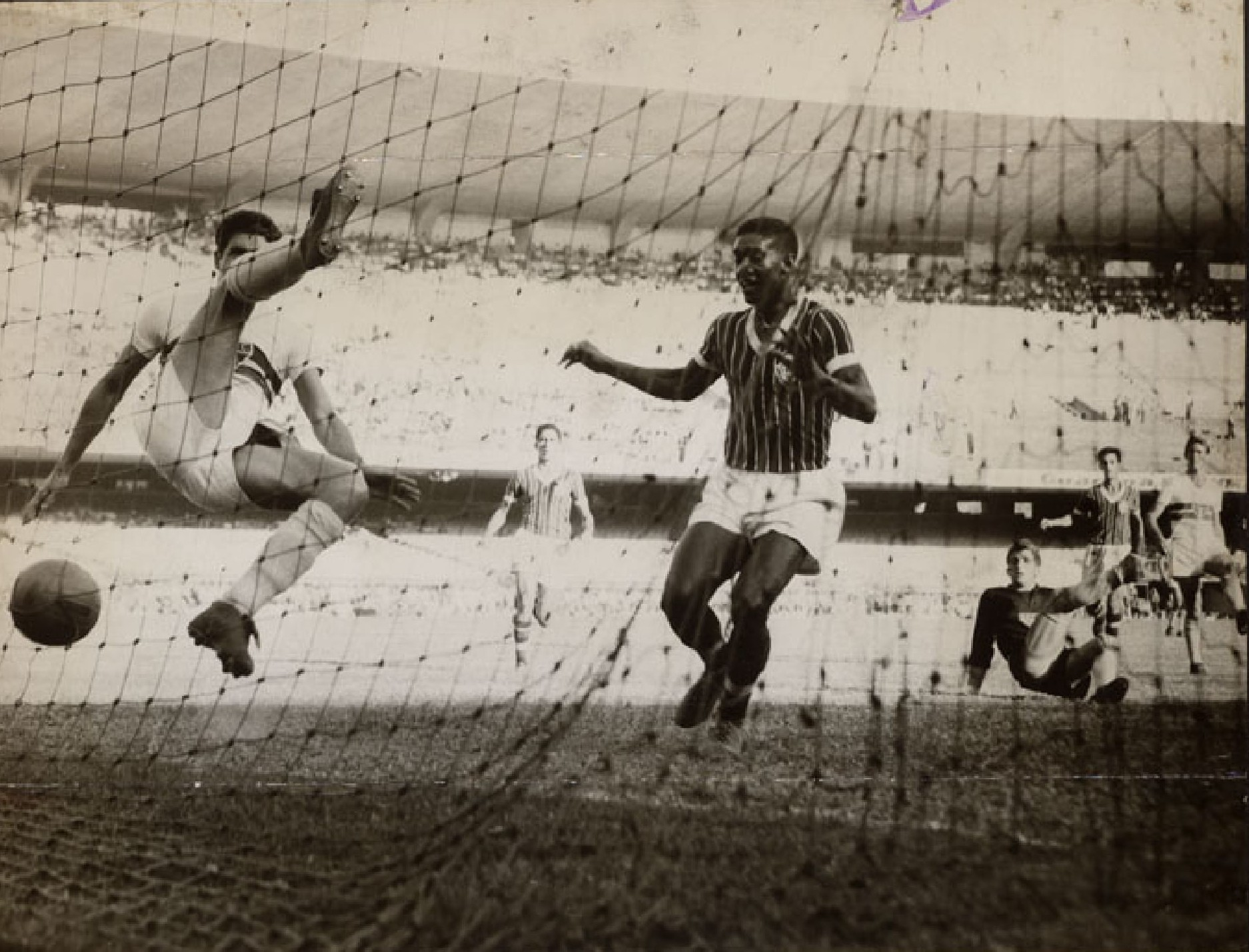
Fluminense x São Paulo no Maracanã, pelo Rio-São Paulo de 1957

Em 1957, o Fluminense foi a primeira equipe carioca a conquistar o Torneio Rio-São Paulo, único campeão invicto da História dessa competição, repetindo a conquista em 1960, quando teve apenas uma derrota. Nas 2 edições, Waldo Machado, o maior artilheiro da história Tricolor, foi o artilheiro da competição. 
Em 1962 o Botafogo de Garrincha foi o campeão, em 1964 o Botafogo e o Santos terminaram o campeonato de pontos corridos empatados, e com isso foi forçado um jogo extra. No primeiro jogo, o Botafogo derrotou seu adversário por 3 a 2 em 10 de janeiro de 1965. O segundo compromisso porém, no qual o Botafogo dependia apenas de um empate, acabou sendo cancelado pois os dois times saíram em excursão, logo, Botafogo e Santos foram declarados campeões. 
O campeonato de 1965 apresentou ao país o time conhecido como "Academia do Palmeiras" que sagrou-se campeão com goleadas históricas obtidas, inclusive no Maracanã.

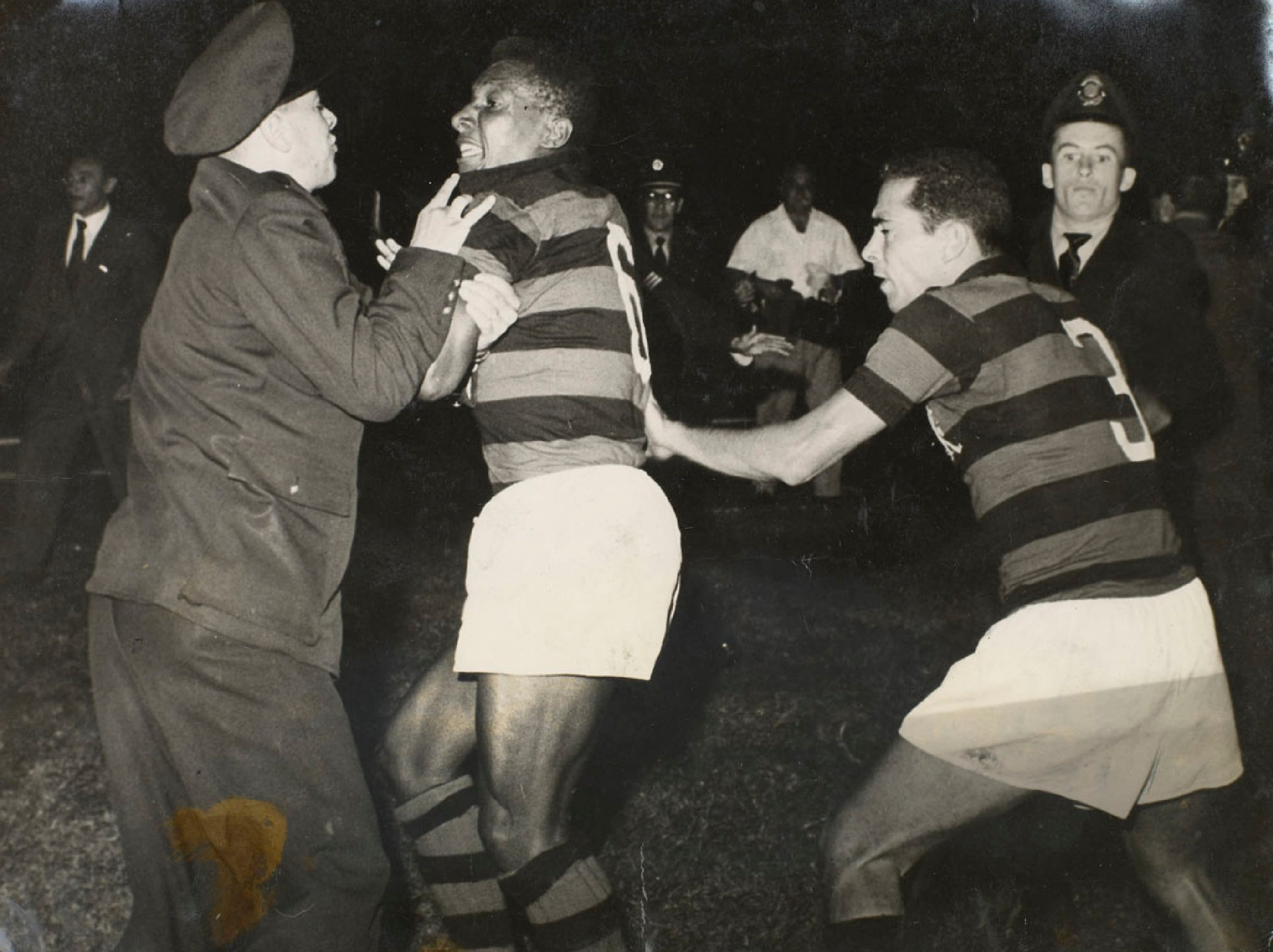
Rio-São Paulo de 1955. Briga envolvendo jogadores na partida entre Flamengo x Corinthians.

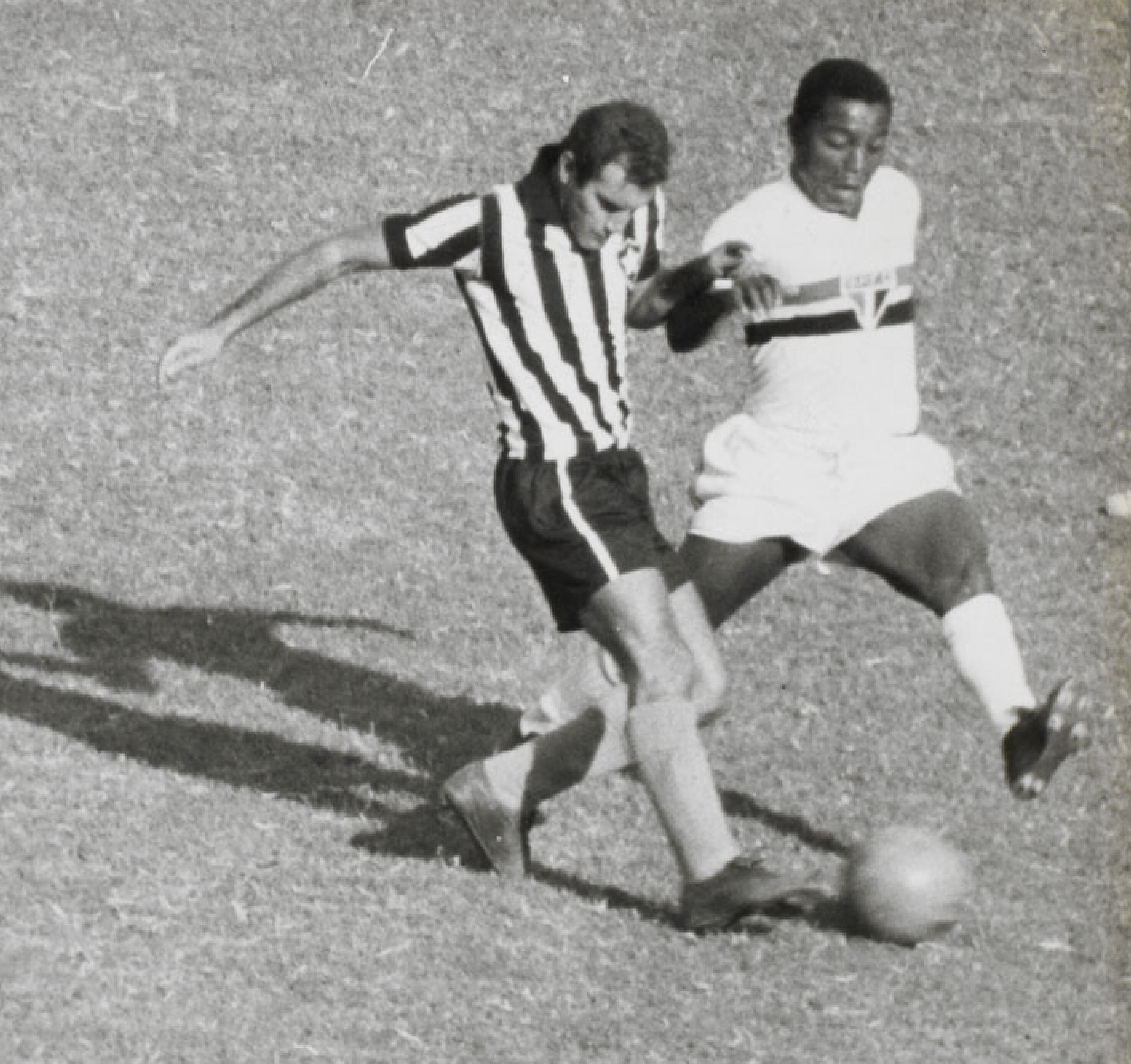
Gérson, Canhotinha de ouro, domina a bola para o Botafogo em partida contra o São Paulo, na edição de 1965

Em 1966, outra divisão de título ocorreu. Botafogo, Corinthians, Santos e Vasco da Gama terminaram empatados na primeira colocação de um campeonato de pontos corridos, o que forçaria a realização de um quadrangular extra. Todavia, devido aos preparativos da Seleção Brasileira para a Copa do Mundo FIFA de 1966 que convocou 47 atletas para treinar, Botafogo, Santos, Corinthians e Vasco foram declarados campeões por medida administrativa pelas Federações do Rio e São Paulo, embora como em 1940, o regulamento previsse a conclusão do torneio, sendo a diferença que, no caso de 1940, disputou-se metade das partidas do calendário original da competição, enquanto em 1966 foram disputadas todas as partidas do calendário original da competição.
Em 1967, clubes de outros estados passaram a participar do torneio, que perdeu o nome de Torneio Rio-São Paulo, passou a ter um âmbito nacional e passou a ser conhecido por seu nome original, Torneio Roberto Gomes Pedrosa, sendo substituído em 1971 pelo Campeonato Nacional de Clubes, mantendo com poucas modificações a fórmula dos anos anteriores em suas edições iniciais.
" O Rio-São Paulo pode ser considerado o ponto de partida para o Brasileirão, a própria CBF, em 1980, reconheceu isso como justificativa para conceder maior número de vagas para clubes desses dois estados, é, de fato, efetivamente o primeiro campeonato – na essência da palavra – de âmbito nacional disputado no Brasil”.— Roberto Assaf,  jornalista esportivo, escritor e pesquisador

### 1993 e 1997-2002: novo contexto, nova interrupção, breve regularidade e fim
Em 1993, o Torneio Rio-São Paulo voltou a ser realizado sob novo contexto, ao contrário das edições anteriores, que deram origem aos primeiros campeonatos nacionais, os torneios realizados na década de 1990 não tinham a mesma importância histórica, pois o campeonato brasileiro estava consolidado há mais de duas décadas. A edição de 1993 teve como campeão o Palmeiras, e retornou sua regularidade em 1997. Desde então, oito equipes participaram de todas as edições, sendo elas: Botafogo, Flamengo, Fluminense e Vasco do Rio de Janeiro, e Corinthians, Palmeiras, Santos e São Paulo , de São Paulo. Outros clubes completaram a lista de participantes de cada edição. Neste mesmo ano, foi realizado o Torneio Ricardo Teixeira, com equipes cariocas e paulistas relativamente de menor expressão, segundo a Folha de S.Paulo, uma espécie de "segunda divisão do Torneio Rio-São Paulo", e o Torneio João Havelange, organizado pela CBF entre os campeões carioca, paulista, do Torneio Rio-São Paulo e do Torneio Ricardo Teixeira.
Em 1997, o torneio foi disputado em "mata-mata" com jogos de ida e volta. Em 1998, um ano depois de ter começado a ser disputado anualmente outra vez, o novo formato da competição colocava, em dois grupos de quatro equipes, dois clubes de cada Estado. Classificavam-se para as semifinais os dois primeiros de cada grupo. Este modelo foi empregado até 2001.
Em 2002, foi criado o Rio-São Paulo com 16 clubes, tendo sido amplamente valorizado em detrimento dos estaduais. No caso do Rio de Janeiro, os clubes grandes disputaram o Carioca (chamado de Caixão, por conta da briga da Globo com o presidente da FERJ, Eduardo Viana, vulgo Caixa D'Água) com elenco de reservas, com o detalhe de já estarem automaticamente classificados para a fase final. Em São Paulo, o Paulistão foi disputado apenas por clubes pequenos ausentes no Torneio Rio-São Paulo, sendo que o campeão do estadual se juntaria aos 3 melhores paulistas do Rio-São Paulo (que também foram os 3 melhores da competição) para disputarem o Supercampeonato Paulista.
O Corinthians sagrou-se campeão em cima do rival São Paulo, tornando-se, ao lado de Palmeiras e Santos, um dos maiores vencedores do certame, com cinco conquistas ao longo dos anos. Nesta última edição, as piores equipes de Rio de Janeiro e São Paulo seriam rebaixadas aos Campeonatos Estaduais, e seriam substituídas pelos melhores dos estaduais Paulista e Carioca, porém não houve mais a disputa deste torneio interestadual.
Com o advento do Campeonato Brasileiro por pontos corridos, em 2003, pela CBF, o calendário do futebol brasileiro não poderia mais abrigar esta e outras competições interestaduais, prevalecendo, ao lado do campeonato nacional, os campeonatos estaduais.
De 2000 a 2002, rendia classificação na Copa dos Campeões (do mesmo ano), sendo uma vaga nas duas primeiras edições e seis na última (na qual o Flamengo já tinha presença confirmada por ser o atual campeão). A disputa nacional, que dava participação na Taça Libertadores ao primeiro lugar, teve fim junto com a maioria dos interestaduais. O Palmeiras foi o único representante do Torneio Rio-São Paulo a vencer a competição, em 2000; o Flamengo venceu em 2001, mas se classificou pelo Carioca, tendo como vice o São Paulo, então campeão da Rio-São Paulo; em 2002, 4 dos 6 classificados não passaram da fase de grupos, incluindo o campeão Corinthians (a final não contou com times do eixo RJ-SP).

### Tentativa de equiparação ao Campeonato Brasileiro
Foi divulgado que a Portuguesa de Desportos cogitou pedir a unificação do Torneio Rio-São Paulo com o Campeonato Brasileiro, tendo o argumento de que o Torneio Rio-São Paulo originou o "Robertão", competição oficializada pela CBF como Brasileirão, em dezembro de 2010. O pedido se daria com base no conceito de "sucessão" de competições. "(...) a reivindicação da Portuguesa, assim como de qualquer vencedor do Rio-São Paulo, não tem qualquer chance de ser aprovada pela CBF", afirmou Odir Cunha, autor do dossiê da unificação, em entrevista na mesma época.
No período 1950-1966 (regularidade), o futebol era centralizado em São Paulo e Rio de Janeiro, os clubes que disputavam o Rio-São Paulo possuíam praticamente todos os jogadores que foram convocados para a seleção brasileira em copas do mundo ocorridas nesse mesmo período, do total de 110 vagas somadas nas convocações finais para as 5 copas do mundo entre 1950 a 1966, apenas 4 jogadores não eram de clubes de Rio de Janeiro ou São Paulo, todas as outras 106 vagas desse período foram preenchidas por jogadores que jogavam o Rio-São Paulo. Em números, São Paulo e Rio de Janeiro são os dois estados brasileiros com mais títulos nas competições nacionais de clubes. O jornal espanhol El Mundo Deportivo de 14 de junho de 1951 chama o Torneio Rio-São Paulo de "campeonato brasileiro oficioso", afirmando que os dois estados possuíam os melhores times do Brasil.

## Edições

### Sistema de pontos corridos
(*) Em 1940 a competição foi interrompida com Flamengo e Fluminense na liderança, sem que a CBD oficializasse o título, entretanto, os clubes e os jornais da época consideraram o resultado definitivo e declararam Flamengo e Fluminense como os legítimos campeões da competição. Ambos os Clube atualmente se consideram Campeões da Competição e constam esse título entre suas conquistas.

### Sistema de "Mata-Mata"
Campeão invicto.
a. ^  Atualmente Sociedade Esportiva Palmeiras.

## Resultados

### Por clube
| Clubes        | Títulos                           | Vices                                         | 3º lugar                                | 4º lugar                                |
| ------------- | --------------------------------- | --------------------------------------------- | --------------------------------------- | --------------------------------------- |
| Corinthians   | 5 (1950, 1953, 1954, 1966 e 2002) | 3 (1951, 1963 e 1993)                         | 3 (1952, 1958 e 1960)                   | 2 (1964 e 1965)                         |
| Palmeiras     | 5 (1933, 1951, 1965, 1993 e 2000) | 2 (1955 e 1964)                               | 6 (1954, 1962, 1966, 1997, 1998 e 2002) | 6 (1950, 1952, 1959, 1960, 1961 e 1963) |
| Santos        | 5 (1959, 1963, 1964, 1966 e 1997) | 1 (1999)                                      | 4 (1952, 1957, 1993 e 2001)             | 2 (1955 e 1998)                         |
| Botafogo      | 4 (1962, 1964, 1966 e 1998)       | 4 (1960, 1961, 1965 e 2001)                   | 2 (1953 e 1955)                         | 4 (1952, 1963, 1999 e 2000)             |
| Vasco da Gama | 3 (1958, 1966 e 1999)             | 7 (1950, 1952, 1953, 1957, 1959, 1965 e 2000) | 2 (1960 e 1961)                         | 1 (1951)                                |
| Portuguesa    | 2 (1952 e 1955)                   | 1 (1965)                                      | 4 (1933, 1950, 1951 e 1964)             | 1 (1957)                                |
| Fluminense    | 2 (1957 e 1960)                   | 1 (1954)                                      | 2 (1952 e 1963)                         | 2 (1953 e 2001)                         |
| São Paulo     | 1 (2001)                          | 5 (1933, 1962, 1966, 1998 e 2002)             | 4 (1953, 1965, 1999 e 2000)             | 5 (1952, 1954, 1958, 1959 e 1997)       |
| Flamengo      | 1 (1961)                          | 5 (1957, 1958, 1964, 1965 e 1997)             | 3 (1951, 1959 e 1960)                   | 4 (1955, 1962, 1966 e 1993)             |
| Bangu         | —                                 | —                                             | 2 (1951 e 1964)                         | 2 (1933 e 1966)                         |
| America       | —                                 | —                                             | 1 (1951)                                | —                                       |
| São Caetano   | —                                 | —                                             | —                                       | 1 (2002)                                |

### Por Estado
| Estado           | Títulos | Vices | 3º lugar | 4º lugar |
| ---------------- | ------- | ----- | -------- | -------- |
| São Paulo        | 18      | 12    | 21       | 17       |
| Rio de Janeiro * | 10      | 17    | 12       | 13       |

*Os clubes pertencentes à cidade do Rio de Janeiro faziam parte do então   Distrito Federal entre 1891 - 1960 e da  Guanabara entre 1960 - 1975.

### Por Cidade
| Cidade         | Títulos | Clubes                                                         |
| São Paulo      | 13      | Palmeiras (5), Corinthians (5), Portuguesa (2) e São Paulo (1) |
| Rio de Janeiro | 10      | Botafogo (4), Vasco da Gama (3), Fluminense (2) e Flamengo (1) |
| Santos         | 5       | Santos (5)                                                     |

## Estatísticas

### Pontuação histórica
| Tabela de Pontuação | Tabela de Pontuação | Tabela de Pontuação | Tabela de Pontuação | Tabela de Pontuação | Tabela de Pontuação | Tabela de Pontuação | Tabela de Pontuação | Tabela de Pontuação | Tabela de Pontuação | Tabela de Pontuação |
| Times               | Times               | Pts                 | J                   | V                   | E                   | D                   | GP                  | GC                  | SG                  |                     |
| ------------------- | ------------------- | ------------------- | ------------------- | ------------------- | ------------------- | ------------------- | ------------------- | ------------------- | ------------------- | ------------------- |
| 1                   | Palmeiras           | 409                 | 239                 | 121                 | 46                  | 72                  | 504                 | 393                 | +111                |                     |
| 2                   | Vasco da Gama       | 345                 | 229                 | 95                  | 60                  | 74                  | 407                 | 349                 | +58                 |                     |
| 3                   | Corinthians         | 341                 | 227                 | 98                  | 47                  | 82                  | 387                 | 386                 | +59                 |                     |
| 4                   | São Paulo           | 319                 | 232                 | 89                  | 52                  | 91                  | 431                 | 418                 | +13                 |                     |
| 5                   | Botafogo            | 301                 | 207                 | 82                  | 55                  | 70                  | 392                 | 357                 | +35                 |                     |
| 6                   | Santos              | 299                 | 200                 | 87                  | 38                  | 75                  | 422                 | 372                 | +50                 |                     |
| 7                   | Flamengo            | 290                 | 205                 | 81                  | 47                  | 77                  | 373                 | 353                 | +20                 |                     |
| 8                   | Fluminense          | 280                 | 211                 | 78                  | 46                  | 87                  | 371                 | 370                 | +1                  |                     |
| 9                   | Portuguesa          | 255                 | 196                 | 71                  | 42                  | 83                  | 377                 | 415                 | -38                 |                     |
| 10                  | America             | 119                 | 128                 | 34                  | 17                  | 77                  | 216                 | 343                 | -127                |                     |
| 11                  | Bangu               | 106                 | 71                  | 30                  | 16                  | 34                  | 160                 | 172                 | -12                 |                     |
| 12                  | São Caetano         | 26                  | 17                  | 8                   | 2                   | 7                   | 25                  | 22                  | +3                  |                     |
| 13                  | Paulista            | 23                  | 15                  | 6                   | 5                   | 4                   | 32                  | 27                  | +5                  |                     |
| 14                  | Bonsucesso          | 21                  | 22                  | 5                   | 6                   | 11                  | 35                  | 50                  | -15                 |                     |
| 15                  | Ponte Preta         | 20                  | 15                  | 5                   | 5                   | 5                   | 29                  | 28                  | +1                  |                     |
| 16                  | Guarani             | 20                  | 15                  | 5                   | 5                   | 5                   | 19                  | 19                  | 0                   |                     |
| 17                  | AA São Bento        | 18                  | 22                  | 5                   | 3                   | 14                  | 31                  | 52                  | -21                 |                     |
| 18                  | Americano           | 11                  | 15                  | 3                   | 2                   | 10                  | 20                  | 37                  | -17                 |                     |
| 19                  | Ypiranga            | 7                   | 22                  | 2                   | 1                   | 19                  | 23                  | 77                  | -54                 |                     |
| 20                  | Olaria              | 2                   | 9                   | 0                   | 2                   | 7                   | 9                   | 23                  | -14                 |                     |

### Maiores públicos
(*) Rodada dupla.

### Maiores goleadas
| Nº | Edição | Mandante    | Placar | Visitante  | Data                  |
| -- | ------ | ----------- | ------ | ---------- | --------------------- |
| 1  | 1940   | Portuguesa  | 1–9    | Flamengo   | 4 de setembro de 1940 |
| 2  | 1933   | Corinthians | 0–8    | Palmeiras  | 5 de novembro de 1933 |
| 2  | 2002   | America     | 0–8    | Fluminense | 27 de janeiro de 2002 |
| 4  | 1955   | Palmeiras   | 10–3   | America    | 7 de maio de 1955     |
| 5  | 1940   | Botafogo    | 8–1    | São Paulo  | 10 de julho de 1940   |
| 6  | 1933   | Fluminense  | 7–0    | Ypiranga   | 7 de dezembro de 1933 |
| 6  | 1961   | Fluminense  | 7–0    | Portuguesa | 9 de abril de 1961    |
| 6  | 2002   | São Paulo   | 7–0    | Bangu      | 17 de março de 2002   |

## Artilharia
| Ano  | Jogador           | Equipe                | gols |
| ---- | ----------------- | --------------------- | ---- |
| 1933 | Waldemar de Brito | São Paulo da Floresta | 33   |
| 1950 | Baltazar          | Corinthians           | 09   |
| 1951 | Ademir Menezes    | Vasco da Gama         | 09   |
| 1951 | Aquiles           | Palmeiras             | 09   |
| 1951 | Liminha           | Palmeiras             | 09   |
| 1952 | Pinga             | Portuguesa            | 11   |
| 1953 | Vasconcellos      | Santos                | 08   |
| 1954 | Dino da Costa     | Botafogo              | 08   |
| 1954 | Simões            | America               | 08   |
| 1955 | Edmur             | Portuguesa            | 11   |
| 1957 | Waldo             | Fluminense            | 13   |
| 1958 | Gino              | São Paulo             | 12   |
| 1959 | Henrique          | Flamengo              | 09   |
| 1960 | Quarentinha       | Botafogo              | 11   |
| 1960 | Waldo             | Fluminense            | 11   |
| 1961 | Coutinho          | Santos                | 09   |
| 1961 | Pepe              | Santos                | 09   |
| 1962 | Amarildo          | Botafogo              | 08   |
| 1963 | Pelé              | Santos                | 14   |
| 1964 | Coutinho          | Santos                | 11   |
| 1965 | Ademar Pantera    | Palmeiras             | 14   |
| 1965 | Flávio Minuano    | Corinthians           | 14   |
| 1966 | Parada            | Botafogo              | 08   |
| 1993 | Renato Gaúcho     | Flamengo              | 06   |
| 1997 | Romário           | Flamengo              | 07   |
| 1998 | Dodô              | São Paulo             | 05   |
| 1999 | Alessandro        | Santos                | 05   |
| 1999 | Bebeto            | Botafogo              | 05   |
| 1999 | Guilherme         | Vasco da Gama         | 05   |
| 2000 | Romário           | Vasco da Gama         | 12   |
| 2001 | França            | São Paulo             | 06   |
| 2002 | França            | São Paulo             | 19   |